# Nikodem (Kosović)
Nikodem, imię świeckie Pavle Kosović (ur. 15 kwietnia 1981 w Zadarze) – serbski biskup prawosławny.

## Życiorys
W dzieciństwie w związku z wojną w Chorwacji musiał opuścić, razem z całą rodziną, miasto, z którego pochodził. Razem z ojcem i siostrą mieszkał najpierw we wsi Šiljkovac, a następnie w Jagodinie. W 2000 r. ukończył seminarium duchowne w Sremskich Karlovcach. Był uczniem duchowym biskupa dalmatyńskiego Focjusza, pod którego okiem był przez rok posłusznikiem, mieszkając w rezydencji biskupiej w Szybeniku. 29 kwietnia 2001 r. biskup Focjusz w monasterze Krka postrzygł go na mnicha. 1 lipca 2001 r. przyjął święcenia diakońskie, również z rąk biskupa Focjusza, natomiast 29 listopada 2002 r. został wyświęcony na kapłana.
W 2009 r. ukończył studia teologiczne na Uniwersytecie Arystotelesa w Salonikach. W 2012 r. ukończył natomiast podyplomowe studia w zakresie prawa kanonicznego w Papieskim Instytucie Wschodnim w Rzymie. Kontynuuje studia doktoranckie w zakresie prawa kanonicznego na Papieskim Uniwersytecie Gregoriańskim. Równocześnie od 2012 r. był przełożonym monasteru Krka, od 2013 r. z godnością archimandryty.
24 maja 2017 r. został nominowany na biskupa dalmackiego. Wyświęcony i intronizowany został 1 października tego samego roku w soborze Zaśnięcia Matki Bożej w Szybeniku, podczas Świętej Liturgii pod przewodnictwem patriarchy serbskiego Ireneusza.
Biegle włada językami greckim i włoskim, zna także język angielski.